# Augustineum (Namibia)
Das Augustineum (englisch Augustineum Secondary School, ehemals Augustineum Training College) ist eine der ältesten Schulen in Namibia. Sie wurde 1866 gegründet und befindet sich nach mehreren Umzügen in Khomasdal in der Hauptstadt Windhoek.
Die Schule wurde zunächst in Otjimbingwe gegründet, ehe sie 1890 nach Okahandja umzog und schlussendlich seit 1968 ihren Sitz in Windhoek hat.
Das Augustineum hat seit 2018 eine Schulpartnerschaft mit der Oberschule am Leibnizplatz in Bremen.

## Geschichte
Missionar Carl Hugo Hahn gründete das Augustineum als evangelisch-lutherische Ausbildungsstätte und zur Ausbildung von Lehrern in Otjimbingwe. Der Name geht auf den afrikanischen Kirchenvater Augustinus von Hippo zurück. Er geht nicht, wie andere Quellen schreiben, auf eine Augusta von Lippe-Detmold zurück. Die Wohltäterin aus dem Haus Lippe-Detmold, die zusammen mit anderen deutschen Adligen die Gründung förderte, war vielmehr die Frau Leopolds III., Elisabeth von Schwarzburg-Rudolstadt.
1890 hatte die Einrichtung 14 Studenten und wurde von Missionar Gottlieb Viehe geleitet, der auch den Umzug nach Okahandja durchführte.
1959 kam es zu einem großen Schüleraufstand im Rahmen des Massakers in der Old Location in Windhoek. Hidipo Hamutenya war maßgeblich hieran beteiligt. Neun Jahre später zog die Schule nach Windhoek um.
Seit der Unabhängigkeit Namibias 1990 geht das Bildungsniveau der Schule massiv zurück, sie war 2013 eine der sechs schlechtesten Schulen des Landes.

## Bekannte Absolventen
- Hendrina Afrikaner (1952–2011), Kapteinin der Nama
- Justus ǁGaroëb[Khi 1] (* 1942), traditioneller Führer der Damara und ehemaliger Oppositionspolitiker
- Hage Geingob (1941–2024), 3. Staatspräsident Namibias und Premierminister
- Theo-Ben Gurirab (1938–2018), Premierminister Namibias
- Hidipo Hamutenya (1939–2016), Oppositionsführer
- Panduleni Itula (* 1957), Präsidentschaftskandidat 2019
- Muesee Kazapua (* 1980), Bürgermeister von Windhoek
- Peter Katjavivi (* 1941), Präsident der Nationalversammlung
- Daniel Luipert (* 1937), hochrangiger Politiker
- Samuel Maharero (1856–1923), Führer der Herero im Aufstand der Herero und Nama
- Immanuel Ngatjizeko (1952–2022), Minister
- Gottlieb Redecker (1871–1945), Bauingenieur
- Mose Tjitendero (1943–2006), hochrangiger Politiker und Nationalheld
- Manasse Tyiseseta (1850–1898), Führer der Herero

## Anmerkung
1. ↑  Anmerkung: Dieser Artikel enthält Schriftzeichen aus dem Alphabet der im südlichen Afrika gesprochenen Khoisansprachen. Die Darstellung enthält Zeichen der Klicklautbuchstaben ǀ, ǁ, ǂ und ǃ. Nähere Informationen zur Aussprache langer oder nasaler Vokale oder bestimmter Klicklaute finden sich z. B. unter Khoekhoegowab.